# 国際放射線単位測定委員会
国際放射線単位測定委員会 (ICRU:International Commission on Radiation Units and Measurements)は、国際放射線医学会（ICR: International Congress of Radiology）によって1925年に元々X線単位委員会（X-Ray Unit Committee）として設立された標準化団体で、1950年に改名された。その目的は「放射線およびその物質との相互作用に関する物理量およびその単位の使用について概念開発、定義、勧告を、特に放射線によって引き起こされる生物学的効果の側面から行うこと」である。
ICRUは国際放射線防護委員会 (ICRP)の姉妹機関である。大まかにいえば、ICRUが単位を定義し、ICRPがそれらを放射線防護においてどのように使用するかを勧告する。

## 歴史
発足後最初の20年間は正式な会合が国際放射線学会の会期中に行われたが、1950年代以降はその任務の拡大に伴い、毎年会合が持たれるようになった。
1953年まではICRUの議長はICRを主催する国の国民であったが、以後は常任委員を選任することに決まった。最初の常任議長は1928年から委員の一員で1934年から幹事を務めたローリストン・S・テイラーであった。テイラーは1969年まで務め、引退時に名誉議長の地位を与えられ、2004年に102歳で亡くなるまで維持された。
1950年代後半、ICRUは国際度量衡委員会 (CIPM)と共に、多くの食い違いを克服し矛盾なく使える単位系を作るために、CGPMによって他の科学団体に招かれた。 この団体は最初は「単位系委員会(Commission for the System of Units」として知られており（1964年「単位諮問委員会(Consultative Committee for Units)」に改名）、国際単位系 (SI)の開発を監督した。
1950年代後半、ICRUは不定期（平均して年に1、2回）報告書を刊行し始めた。 2001年、刊行周期が定期化され、現在は"Journal of the ICRU"の名前で半年に1回刊行されている。

## 現在の運営
委員会は最大15人のメンバーで構成される。委員の任期は4年で1950年以降は現職委員によって指名されている。委員は科学的能力によって選抜され、放射線医学およびICRUが手掛けるその他の分野の専門家集団として広く認められている。委員会は、報告書の売り上げ、欧州委員会、米国国立がん研究所、国際原子力機関 からの補助金そして間接的には会合の場所を提供する組織および企業から資金を得ている。委員の多くは大学や研究センターの常勤の地位を持っており、彼らの経費は精算されるが、その他に彼らがICRUから報酬を受けることはない。

## 放射線量

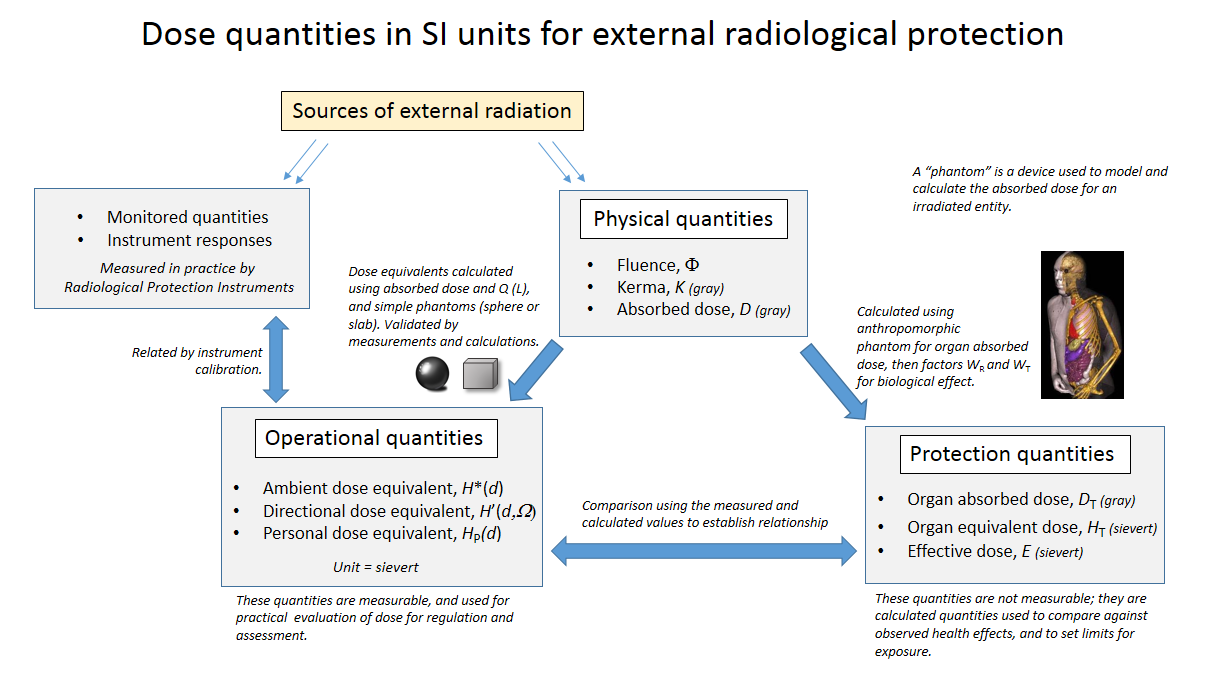
ICRPと共同開発したICRU57に基づく放射線防護と線量評価における外部被曝線量に関する量の使用

委員会は以下のような多くの計量単位の定義と導入を担ってきた。種々の量に対する多くの異なる単位は世界の計量学の考え方の変化、特にCGS単位系から国際単位系への移行を示している。
以下の表に放射線量のSIおよび非SI単位を示す。
| 量             | 単位           | 記号 | 定義                     | 導入年 | SI単位         |
| -------------- | -------------- | ---- | ------------------------ | ------ | -------------- |
| 放射能 (A)     | キュリー       | Ci   | 3.7×10 s−1               | 1953年 | 3.7×10 Bq      |
| 放射能 (A)     | ベクレル       | Bq   | s−1                      | 1974年 | SI単位         |
| 放射能 (A)     | ラザフォード   | Rd   | 106 s−1                  | 1946年 | MBq            |
| 照射線量 (X)   | レントゲン     | R    | esu / 0.001293 g（空気） | 1928年 | 2.58×10−4 C/kg |
| フルエンス (Φ) | 毎平方メートル | m−2  | m−2                      | 1962年 | SI単位         |
| 吸収線量 (D)   | エルグ         | erg  | erg⋅g−1                  | 1950年 | 10−4 Gy        |
| 吸収線量 (D)   | ラド           | rad  | 100 erg·g−1              | 1953年 | 10−2 Gy        |
| 吸収線量 (D)   | グレイ         | Gy   | J·kg−1                   | 1974年 | SI単位         |
| 等価線量 (H)   | レム           | rem  | 100 erg·g−1              | 1971年 | 10−2 Sv        |
| 等価線量 (H)   | シーベルト     | Sv   | J·kg−1 × WR              | 1977年 | SI単位         |

米国原子力規制委員会は、SI単位と共にキュリー、ラド、レムの使用を許容しているが 、 欧州連合の欧州計量単位令(European units of measurement directives)ではそれらの「公衆衛生～の目的」への使用は1985年12月31日までに段階的に廃止された。

## 管理
委員会の事務局はストックホルムにあり、その法的地位は英国のチャリティ（非営利組織）である。

## 参照
- 国際委員会放射線防護 (ICRP)
- グレイ (単位)
- 国際放射線防護協会 (IRPA)
- シーベルト